# Габишев Олександр Прокопович
Олександр Прокопович Габишев (нар. 22 листопада 1968, Ольокмінськ, Якутська АРСР, РРФСР, СРСР) — російський опозиційний громадський діяч, якутський шаман, політв'язень російської каральної психіатрії. 25 червня 2020 року російський правозахисний центр «Меморіал» визнав Габишева політв'язнем. Планував пішки прийти в Москву з 6 березня 2019 до 2021 року, щоб вигнати «злого духа» президента РФ Путіна з Кремля.

## Життєпис

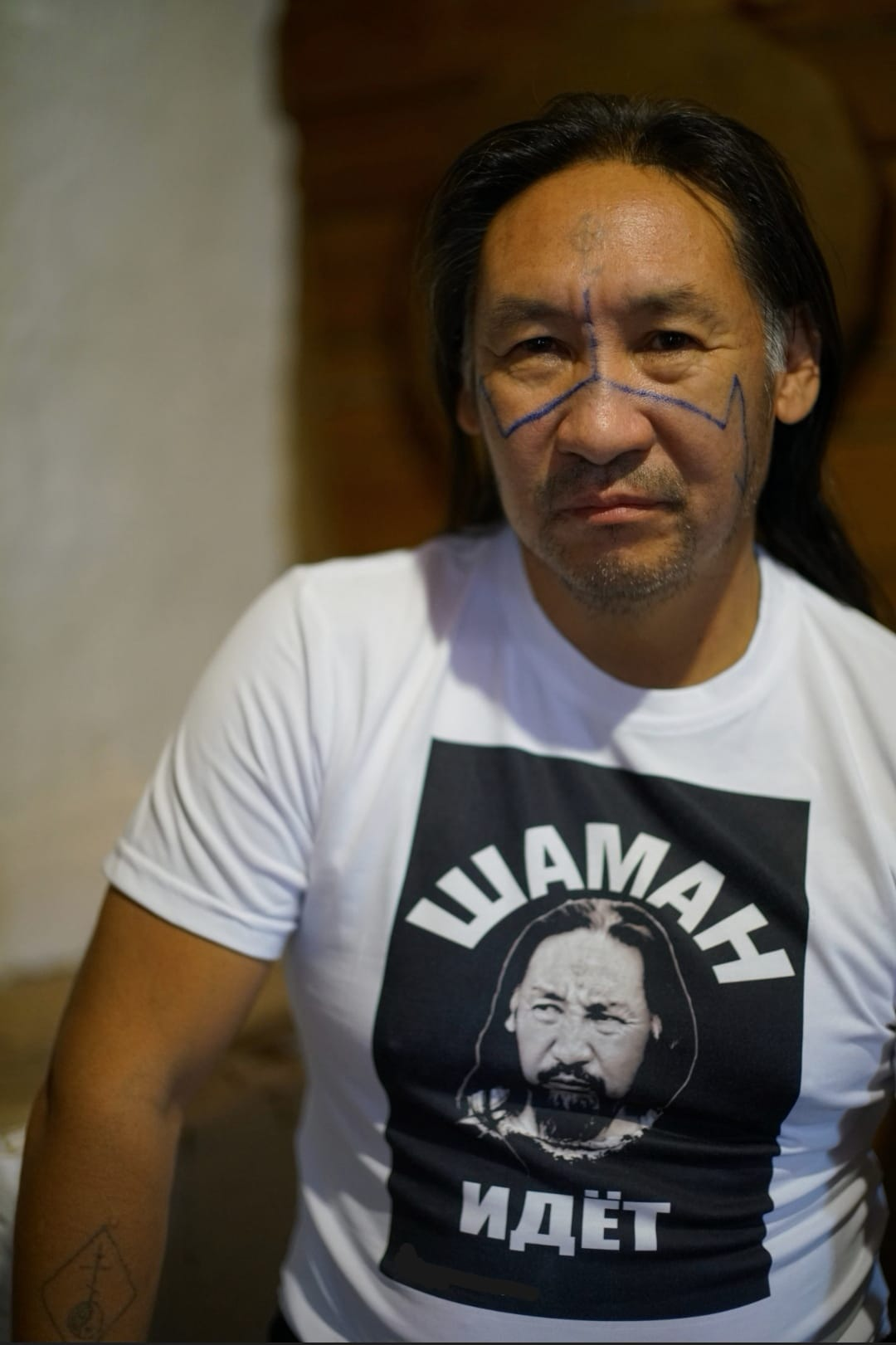

Народився 22 листопада 1968 року в місті Ольокмінськ Якутської АРСР. Згідно власної розповіді, закінчив Якутський державний університет за спеціальністю історик, але не працював за здобутою професією, працюючи за робітничими спеціальностями: зварювальник та двірник.
Був одружений, дружина померла у 2009 році.
Після смерті дружини пішов до лісу (за власними словами до лісу Олександра направила мати, оскільки боялась що через його сильні переживання сусіди або родичі здадуть до психіатричної лікарні), де збудував капличку на честь померлої дружини. У лісі він перебував два роки і, вийшовши вирішив стати шаманом. В картці правозахисного центру «Меморіал», зазначається, що він є «потомственим шаманом».

## Релігійні погляди та світогляд
За релігійними поглядами є двоєвіром, котрий сповідує православ'я та шаманічні традиційні північні вірування, що є доволі розповсюдженим явищем серед якутів та інших народів Крайньої Півночі і Далекого Сходу. Себе Габишев називає шаманом — воїном, який отримав завдання від Бога, іноді у розмовах називає тюрко — монгольське найменування верховного божества неба — Тенгрі.

Політичні погляди можна охарактеризувати як демократичні: 
«Путін також державність намагається укріпити у всьому світі — у Північній Кореї, Сирії… А у європейських країнах, у США державна влада врівноважена народовладдям. Трамп в Америці намагається це порушити, але поки не виходить. Рівновага має бути — між державною владою і народом. І боротьба за рівновагу йде часом, так, кривавими методами, якщо тиранічні державні режими не дають демократичним способом врівноважити їх владу. І Путін захищатиме державність яку ми зараз спробуємо врівноважити народовладдям.»
Також Габишев допускав вихід національних територій зі складу Російської Федерації, говорячи що в тому «немає нічого поганого», бо «час імперій минув».

## Перший похід
На початку серпня 2018 року, він розпочав піший марш з Якутська до Москви з метою поширення традиційних вірувань північних народів. Однак невдовзі був змушений припинити похід, оскільки його собаку Рекса збила машина і він був змушений повернутись назад аби лікувати його.

## Другий похід
У березні 2019 року Олександр Габишев розпочав свій другий похід з Якутська до Москви з метою вигнати Путіна з Кремля. «Мені Бог сказав, що Путін не людина, а демон і я маю його вигнати. Ось я і йду, щоб вигнати» — говорив шаман. За його словами, Путін являвся демоном, якого не любить природа, всюди, де він з'являється відбуваються катаклізми, начебто так природа очищується.
Кінцевою метою походу була Червона площа в Москві, де він планував розвести вогнище і, напоївши вогонь кумисом та кінським волоссям (якутський звичай задоволення духів), провести обряд із бубном та прочитати молитву, після чого Путін мав подати у відставку. Якщо він відмовився б подавати у відставку, його б примусило до цього народне повстання.
Він ішов вздовж узбіч шосе і котив за собою візок у який були складені речі та юрта, яку розставляв на привалі. За його словами, у березні — квітні добирався попутними машинами.
По дорозі до нього підходили люди з попутних машин, що розмовляли з шаманом. Деякі йшли з ним певний відрізок шляху та знімали його на мобільні телефони. Часто давали гроші, від яких він спочатку відмовлявся, але коли люди ображались все ж приймав їх і потому став зупинятись у готелях.
У липні Олександр дійшов до Чити, де взяв участь в опозиційному мітингу організованому КПРФ та громадською організацією «Гражданская солидарность», у якому взяли участь 700 людей. Під час виступу він закликав до встановлення народовладдя. Представники Читинської єпархії РПЦ висловились проти мітинга та підставили під сумнів психічне здоров'я Габишева.
З Чити він вийшов разом з групою однодумців, що зростала в міру того як вони йшли далі. На території Бурятії вони зустрілись з опозиційно налаштованими жителями, серед яких були екс — кандидат в мери Улан — Уде Олексій Карнаухов, журналіст — телеведучий Сергій Басаєв та голова громадської організації «Священний Байкал» Володимир Обогоєв. Вони записали відеозвернення Габишева до жителів Бурятії.
Також в Бурятії група зіткнулась з першою протидією властей: Державна інспекція безпеки дорожнього руху відібрала червоні «Жигулі» подаровані одним із прихильників.
28 серпня учасників походу зустріли представники місцевої тенгріанської громади, які стали вмовляти їх припинити похід, стверджуючи, зокрема, що через них тенгріанство може бути оголошене екстремістською спільнотою.
По дорозі 9 — 11 вересня в Улан-Уде відбулися громадські протести, проти фальсифікації виборів на користь кандидата від «Єдиної Росії» Ігоря Шутенкова. Силовики та невідомі особи в масках намагались розігнати мітинг.
12 вересня 2019 року Управління ФСБ в Республіці Саха відкрило кримінальну справу проти Олександра Габишева по статті щодо публічних закликів до екстремістської діяльності (Ч.1. ст. 280. КК РФ). 13 вересня його було оголошено в розшук.
19 вересня 2019 року шамана Габишева було затримано ФСБ на кордоні Бурятії та Іркутської області. Після його затримання декілька учасників продовжили похід і дійшли до околиць Іркутська, де були затримані.

## Після затримання
20 вересня 2019 року Міністерство охорони здоров'я Республіки Саха оголосило що Габишева було добровільно поміщено до Якутського психоневрологічного диспансера, де буде проводитись експертиза щодо його осудності. Під тиском було знято відео на якому він закликав своїх прихильників розійтись.
3 жовтня колегія психіатрів визнала Габишева неосудним, захист наполягав на проведенні незалежної експертизи.
15 жовтня захист оскаржив законність відкриття кримінальної справи, оскільки вона була відкрита не в тому районі, де було записано ролик що став підставою для її відкриття, чим було порушено КПК РФ.
18 жовтня незалежна експертиза не знайшла в його діях ніякої агресії та небезпеки для оточуючих.
Міжнародна організація Amnesty International оголосила Олександра Габишева в'язнем совісті.
Коли 8 грудня 2019 року проти Габишева так і не висунули обвинувачень, а термін його підписки про невиїзд сплинув, він знов розпочав свій похід. 11 грудня Олександр був знову затриманий і доставлений в залу Якутського міського суду, де йому повторно обрали міру запобіжного заходу у вигляді підписки про невиїзд. Суд також оштрафував Олександра Габишева на 1000 рублів за «непокору правоохоронцям».
Адвокати Габишева подали позов до Європейського суду з прав людини стосовно незаконності затримання та порушення права на судовий розгляд. 20 квітня 2020 року ЄСПЛ прийняв позов від адвокатів Бориса Андреєва та Ольги Тимофєєвої.

## Недобровільні госпіталізації

### Перша госпіталізація
Протягом весни 2020 року додому до Габишева тричі приходили невідомі, що представлялись медпрацівниками і намагались в нього взяти тест на коронавірус. 12 травня до нього додому вдерся ОМОН, який відвіз Олександра до Якутського психоневрологічного диспансера.
19 травня Габишев вийшов на зв'язок, де повідомив, що йому дають препарати, які викликають сонливість.
28 травня захист подав до суду на незаконну госпіталізацію, позаяк законодавство забороняє примусово утримувати в психіатричній лікарні, якщо немає позитивного судового рішення протягом 48 годин після госпіталізації.
2 червня Якутський міський суд задовольнив позов психіатричного диспансера стосовно госпіталізації Габишева.
Адвокати подали позов до Верховного Суду Республіки Саха.
8 червня Верховний Суд Республіки Саха оскаржив постанову Якутського міського суду.
2 липня Верховний Суд задовольнив клопотання захисту щодо призначення Габишеву незалежної психіатричної експертизи.
21 липня було проведено психіатричну експертизу, а 22 — го Олександр був виписаний.
17 серпня 2020 року Верховний Суд Республіки визнав законною госпіталізацію Олександра Габишева.

### Друга госпіталізація
15 січня 2021 року шаман Габишев зняв ролик і виклав його на YouTube, оголосивши в ньому про запланований навесні новий похід на Москву, де він поїде верхи на білому коні, а його прихильники приєднаються до нього на машинах
27 січня п'ятдесят росгвардійців зламали двері в будинку Олександра Габишева і під конвоєм доставили його у психіатричний диспансер, мотивуючи це тим що він «перестав з'являтись на щомісячний психіатричний огляд». Згодом було оголошено, що при затриманні Габишев «чинив опір і мечем порізав куртку одному з росгвардійців».
2 лютого Якутський міський суд задовольнив клопотання Якутського психоневрологічного диспансера про примусову госпіталізацію Олександра Габишева.
18 березня психолого — психіатрична експертиза проведена в Якутському психоневрологічному диспансері в рамках кримінальної справи по статті 318 КК РФ щодо нападу на співробітника Росгвардії визнала Олександра Габишева неосудним.
Від адвоката Габишева Олексія Прянішнікова стало відомо, що до нього застосовують нейролептик галоперидол.
26 липня 2021 року Якутський міський суд на основі проведеної психолого — психіатричної експертизи направив Олександра Габишева на примусове лікування в спеціалізованій психіатричній лікарні.
26 вересня Габишева було відвезено в невідомому напрямку, а через тиждень стало відомо, що він перебуває в Новосибірській психіатричній лікарні з інтенсивним наглядом.
В березні 2022 року Заєльцовський районний суд міста Новосибірська постановив перевести Олександра Габишева без конвою ФСВП до спеціалізованої психіатричної лікарні не тюремного типу, що розташована в іншому регіоні.
9 квітня 2022 року був доставлений до Уссурійської психіатричної лікарні спеціального типу.
Відтоді суд неодноразово продовжував перебування Олександра Габишева в лікарні спеціалізованого типу, попри рекомендації психіатрів стаціонару щодо переведення його до звичайного психіатричного закладу. Востаннє таке рішення виніс Приморський крайовий суд 24 липня 2024 року.
За розповідями прихильників, здоров'я Габишева погіршилося настільки, що він двічі втрачав свідомість перед судовим засіданням.
Як повідомив 25 грудня 2024 року в своєму телеграм — каналі адвокат Олексій Прянішніков, Усурійський районний суд задовольнив клопотання захисту про переведення Олександра Габишева з лікарні спеціалізованого типу в звичайний психоневрологічний диспансер.

## Захист з боку громадськості
Міський голова Якутська Сардана Авксєнтьєва заявила з приводу судового рішення щодо госпіталізації Габишева від 2 червня 2020 року : 
"На мій погляд у якутському правосудді створюється прецедент коли з формулюванням «переоцінка особистості» можна відправити на примусове лікування будь — яку людину. Я впевнена кожен знає пару — трійку таких людей.«
На захист Габишева також висловився голова Державних Зборів Республіки Саха Віктор Губарєв, а депутат Держдуми РФ від Республіки Саха Федот Тумусов надіслав до голови Державної Думи запит із проханням перевірити на професійну придатність психіатрів, що визнали психічнохворим Олександра Габишева.
29 січня 2021 року діячі культури виступили зі зверненням в якому вимагали звільнити шамана. Вони відзначили, що до його ідеї походу на Москву можна ставитись як завгодно, але свободу пересування для громадян Росії ніхто не скасовував. Автори листа звернулись до всіх, хто міг допомогти визволенню Габишева і звернути увагу на відновлення практики каральної психіатрії. Звернення підписали письменники Світлана Алєксієвіч, Олександр Гельман, Лев Рубінштейн, Олена Корєнєва, політик Лев Шлосберг та інші — всього 19 імен.
Про популярність особистості говорить той факт, про який сказав у одній зі своїх передач Олександр Невзоров: адміністрація Уссурійської психіатричної лікарні спеціального типу просила в адресатів не надсилати Олександру Габишеву цукерки, оскільки всі господарські приміщення вже були заставлені коробками із кондитерськими виробами надісланими від громадян Росії.

## Оцінки
Коментуючи опозиційні мітинги в Забайкаллі Мирослав Маринович написав у своєму Facebook:
» Такого Майдану в Росії не було ще ніколи! Своїми тупими діями, спровокованими страхом шамана, російська влада спровокувала початок революції, причому не в Москві чи Пітері, а за Байкалом! Народ там вирує, люди їдуть протестувати в Улан-Уде з сільської місцевості та навіть із сусідніх регіонів. Ну, а шаман тим часом крокує у напрямку до Москви, залишаючи за собою цілі регіони, які не бажають більше підкорятися Путіну і Кремлю. «
Український блогер Валерій Пекар припустив, що вся Російська імперія може розпастися через дії шамана Габишева:
Буде дуже смішно, якщо величезна імперія посиплеться від одного якутського шамана, який пішки крокує через всю країну.»

## Образ шамана в культурі
Портрет роботи новосибірського художника Костянтина Єрьоменка був проданий з аукціону за 23 тисячі рублів. За твердженням самого художника 43 % отриманих коштів підуть самому шаманові Олександру Габишеву. Робоча назва картини «Дійди та ізжени».
Карикатуру де обігрується поцілунок Іуди (Путін цілує шамана) виконав відомий карикатурист Альоша Ступін.
Російський гурт Бахит - Компот створив пісню «Шаман Саня».
В листопаді 2020 року московський театр документальної п'єси «Театр.doc» поставив лялькову виставу «Казка про шамана». В подальшому засновники театру були змушені виїхати з Росії.
Музичний гурт «Капітан Кенгуру» випустив пісню та кліп «Последний шаман» («Останній шаман»), де чітко простежується образ Габишева, як «останнього шамана», що бореться проти зла.
Згадується в книзі В. С. Бушина «Рятівники та трунарі Путіна».
Олександр Невзоров у своїй авторській програмі «Екстракт» закінчує її словами «Привіт від шамана Саші Габишева». У своєму телеграм — каналі у травні 2024 року був першим хто повідомив про отруєння його собаки щурячою отрутою. Після міжнародного обміну ув'язненими Невзоров висловив невдоволення тим, що в серед тих кого обміняли не було Олександра Габишева.
Режисер Беата Башкірова зняла документальний фільм «Казка про шамана».